# Konvulsivum
Ein Konvulsivum ist eine Substanz, die Krämpfe, ausgehend vom Gehirn oder Rückenmark, über unterschiedliche Mechanismen auslösen kann. Ein Antikonvulsivum hingegen dient der Behandlung von Krämpfen oder Krampfanfällen.